# Державний кордон Мозамбіку

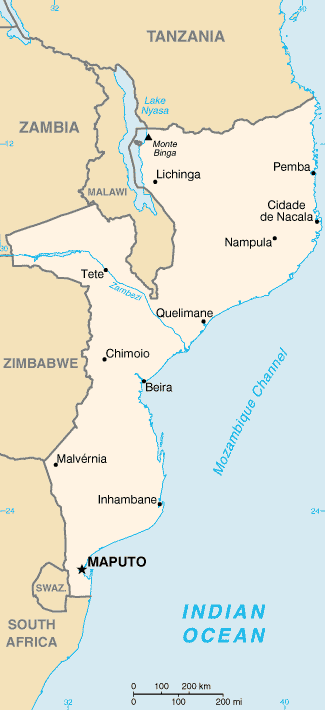
Карта Мозамбіку

Державний кордон Мозамбіку — державний кордон, лінія на поверхні Землі та вертикальна поверхня, що проходить по цій лінії, що визначають межі державного суверенітету Мозамбіку над власними територією, водами, природними ресурсами в них і повітряним простором над ними.

## Сухопутний кордон
Загальна довжина кордону — 4783 км. Мозамбік межує з 6 державами. Уся територія країни суцільна, тобто анклавів чи ексклавів не існує.
Ділянки державного кордону
| Держава  | Ділянка         | Довжина (км) | Прикордонні регіони | Примітки |
| -------- | --------------- | ------------ | ------------------- | -------- |
| Малаві   | північ          | 1498         |                     |          |
| ПАР      | південний захід | 496          |                     |          |
| Есватіні | південний захід | 108          |                     |          |
| Танзанія | північ          | 840          |                     |          |
| Замбія   | північ          | 439          |                     |          |
| Зімбабве | захід           | 1402         |                     |          |

## Морські кордони
Мозамбік на сході омивається водами Мозамбіцької протоки Індійського океану. Загальна довжина морського узбережжя 2470 км. Згідно з Конвенцією Організації Об'єднаних Націй з морського права (UNCLOS) 1982 року, протяжність територіальних вод країни встановлено в 12 морських миль (22,2 км). Виключна економічна зона встановлена на відстань 200 морських миль (370,4 км) від узбережжя.